# 波科斯季夫卡
50°14′5″N 28°13′9″E / 50.23472°N 28.21917°E
波科斯季夫卡（烏克蘭語：Покостівка），是烏克蘭北部的村莊，隸屬日托米爾州的日托米爾區。該村面積1.05平方公里，海拔高度223米，2001年人口251，人口密度每平方公里238.14人。